# James Gibson (Schwimmer)
James Gibson (* 6. Februar 1980 in Chelmsford, England) ist ein ehemaliger britischer Schwimmer.

## Werdegang
James Gibson gewann bei den Schwimmweltmeisterschaften 2003 in Barcelona Gold über 50 m Brust. Über 100 m Brust gewann er zudem noch Bronze. Bei der Universiade 2003 gewann er zwei goldene Medaillen über 50 und 100 m Brust.
2002, bei den Commonwealth Games in Manchester konnte er in neuer Europarekordzeit den Titel über 50 Meter Brust und die Bronzemedaille über 100 Meter Brust gewinnen.